# Enchelycore lichenosa
Enchelycore lichenosa es una especie de pez de la familia de los morénidas en el orden de los Anguilliformes.

## Morfología
Los machos pueden llegar a alcanzar los 90 cm de longitud total.

## Distribución geográfica
Se encuentra en Taiwán, el sur del Japón e Islas Galápagos.